# 安德雷亞斯·伊萬席茨
安德雷亞斯·伊萬席茨（Andreas Ivanschitz，1983年10月15日—）是一位奧地利職業足球員。目前他效力於西甲球隊萊萬特。此外他也代表奧地利國家足球隊出場。在場上司職進攻中場。
伊萬席茨是目前奧地利國家隊的隊長，也是奧地利隊史上最年輕的隊長。他出身於一個音樂家庭，業餘時間喜歡演奏樂器。他的哥哥也是一位業餘足球運動員。